# Rabbit of Seville
Rabbit of Seville és un curtmetratge d'animació de la sèrie Looney Tunes de Warner Brothers protagonitzat per Bugs Bunny que va ser estrenat el 1950. Va ser dirigit per Chuck Jones i escrit per Michael Maltese.
Va ser elegit com el 12è millor curtmetratge animat de la història, per davant de Steamboat Willie, de Walt Disney i Ub Iwerks.

## Argument
El curt comença al Hollywood Bowl, on es va a representar l'Òpera de Rossini El barber de Sevilla. Elmer Fudd i Bugs Bunny es colen al recinte i apareixen en l'escenari a l'hora que comença l'òpera. Aleshores Bugs i Elmer es veuran immersos en diversos sketchs mentre sona la música. Els diàlegs del curt, doncs, són cantats al ritme de l'obra de Rossini.

## Miscel·lània
- Al cartell del "Barber of Seville" que apareix al curt s'hi citen tres noms: Eduardo Selzeri, Michele Maltese i Carlo Jonzi, que són la versió italianitzada del nom del productor (Eddie Selzer), guionista (Michael Maltese) i el director (Chuck Jones).
- A l'escena en què Bugs fa un massatge al cap d'Elmer com si fóra un piano, la mà de Bugs Bunny té 5 dits, en compte dels 4 dits que solen tindre els dibuixos animats.

| Precedit per: Bushy Hare | Curtmetratges de Bugs Bunny 1950 | Succeït per: Hare We Go |